# Großmutterneuron
Ein Großmutterneuron ist ein hypothetisches Neuron, das im Gehirn eines Menschen oder anderen Lebewesens (beispielsweise eines Affen) bei der Wahrnehmung eines bestimmten Gegenstands oder einer bestimmten Person, beispielsweise der eigenen Großmutter, aktiviert wird. Die These, dass solche Großmutterneuronen existieren, wurde in den 1960er Jahren von Jerome Lettvin aufgestellt und zunächst von den meisten Wissenschaftlern als falsch angesehen. Seit ungefähr 2005 gibt es jedoch Studien, die die Existenz singulärer Neuronen belegen, die mit der Wahrnehmung bestimmter Personen (oder auch nur ihres Namens) eng korrespondieren. Da diese Studien Bilder der Schauspielerin Jennifer Aniston aufgrund ihrer Popularität als Items nutzten, ist die Bezeichnung Jennifer-Aniston-Neuron ebenfalls gebräuchlich.
Die Sichtweise, dass Kognition das Ergebnis einzelner Neuronen ist, wird zunehmend in Zweifel gezogen. Stattdessen nimmt man heute an, dass die Kognition aus der kollektiven Aktivität ganzer Neuronenpopulationen entsteht (siehe: Barack & Krakauer (2021), Ebitz & Hayden (2021)).